# Platanthera micrantha
Platanthera micrantha (лат.) — орхидея, вид рода Любка (Platanthera) семейства Орхидные (Orchidaceae). Эндемик Азорских островов, находится под угрозой исчезновения из-за потери среды обитания. Вид родственный другим эндемикам Азорских островов Platanthera azorica и Platanthera pollostantha.

## Описание

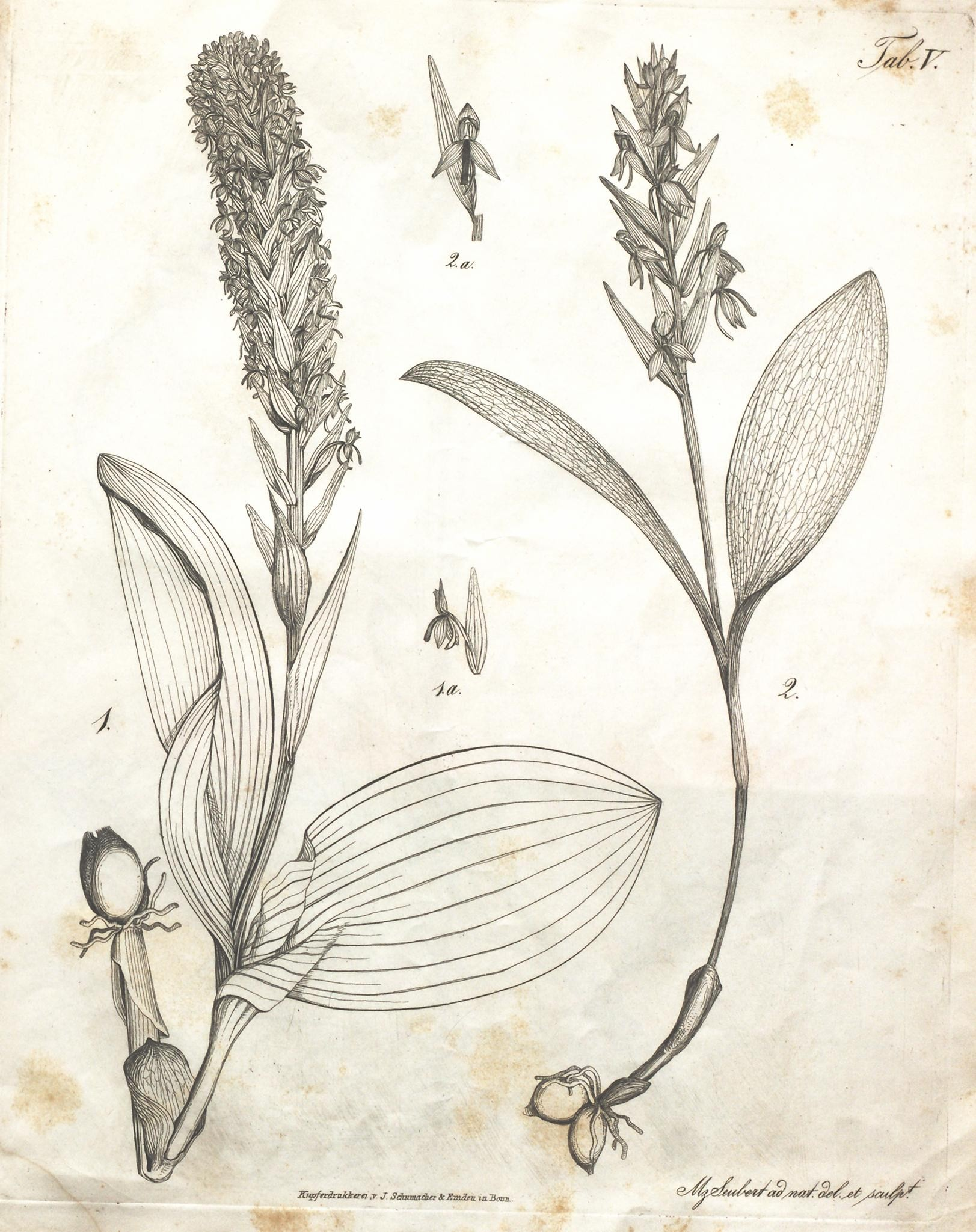
Иллюстрация 1844 года.

Platanthera micrantha — орхидея высотой 15-35 см, реже до 50 см. Стебли прямые тонкие и неразветвлённые. Корни мясистые, с двумя яйцевидно-эллипсоидными  клубнями. Два базальных листа от спатиформных до продолговато-колючковидных, от прямостоячих до раскрытых, длиной 6-15 см и шириной 4-(5) см, с суб-супротивным прикреплением. Стеблевые листья, обычно в количестве 4-6, намного мельчее базальных, иногда редуцированы, постепенно превращаясь в прицветники у взрослого растения. Цветки мелкие зеленовато-жёлтые и не очень заметные, сгруппированы в очень плотное кистевидное соцветие, почти цилиндрическое, длиной 7-14 см и шириной 3-4 см. Прицветники короче цветков. Чашелистики открытые эллиптические асимметричные, длиной 2-4 мм. Лепестки треугольные, с закруглёнными краями и вершиной, приросшие к дорсальному чашелистику длиной 3-4 мм. Венчик имеет типичную губу длиной 2-4 мм, продолговатую и загнутую внутрь, и шпору длиной 3-5 мм, тупую и загнутую назад, обычно менее трети длины завязи.

## Ареал и местообитание
Эндемик Азорских островов. Встречается на всех островах архипелага во влажных местах на высоте 200—1000 м над уровнем моря, чаще выше 600 м. Растёт в открытых и солнечных влажных местообитаниях, хотя иногда появляется в относительно защищённых местах на опушках и лесных полянах. Предпочитает кислые и плохо дренированные почвы и часто встречается на опушках лесистых торфяников. Некоторые популяции, например, на горе Пику-Тимау на Грасиозе, встречаются в хорошо дренированных и сухих местах, что отличает их от общей популяции. Популяции, как правило, редки, с преобладанием небольших участков менее 10 экземпляров.